# Nußbach (Oberkirch)

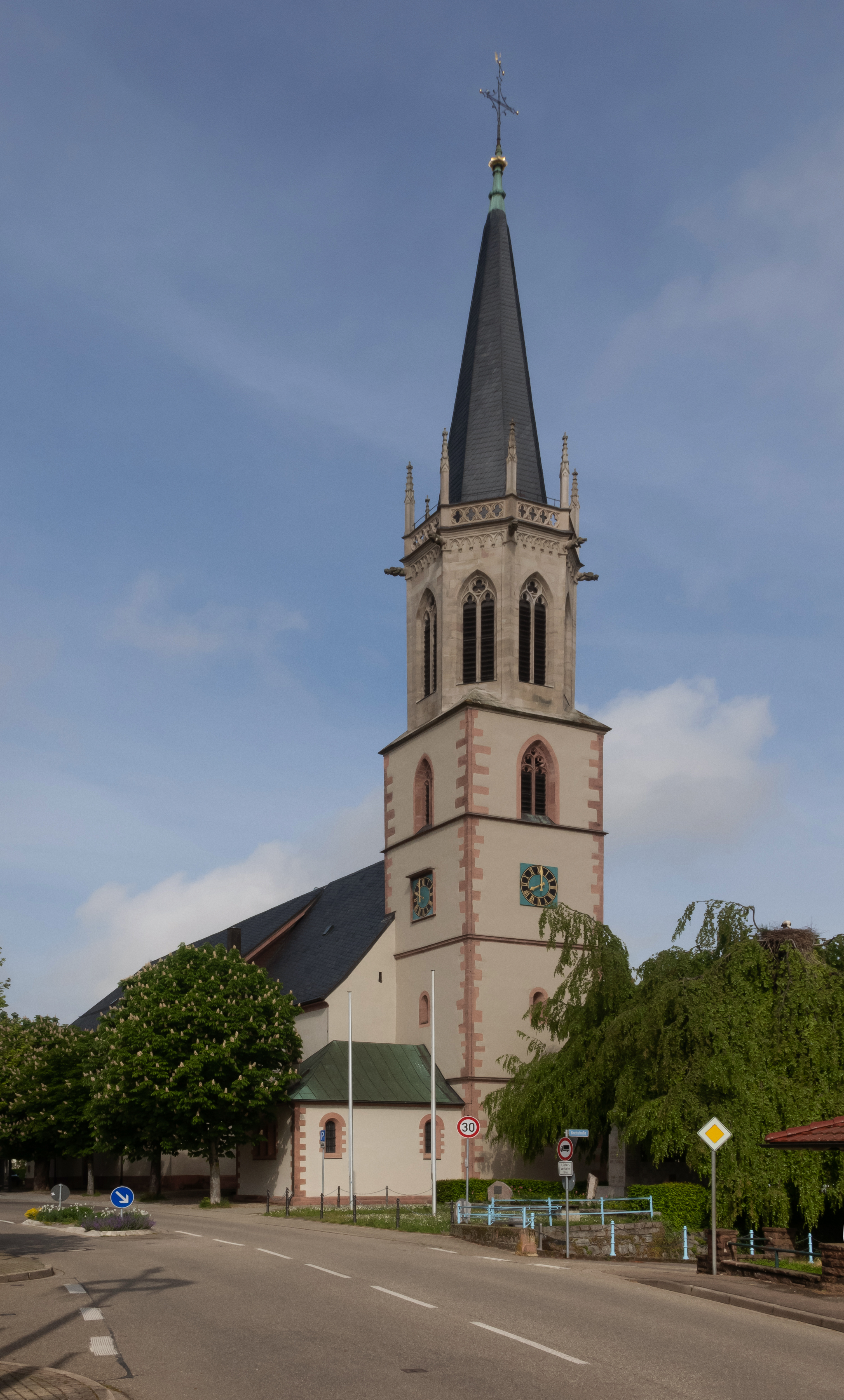
Nussbach, Kirche Sankt Sebastian

Nußbach (vor 1975 Nussbach) – „das Dorf der Sonnenblumen“ – ist ein Ortsteil der Stadt Oberkirch im Ortenaukreis in Baden-Württemberg. Nußbach hat 1718 Einwohner auf einer Fläche von 5,31 km² (davon 0,38 km² Wald). Es ist die älteste Gemeinde des Renchtals und weist mit der Pfarrkirche St. Sebastian auch die älteste Kirche des Tales auf.

## Geschichte
Am 1. Juli 1974 wurde Nussbach (damalige Schreibweise) nach Oberkirch eingemeindet.

## Veranstaltungen

### Das Nußbacher Dorffest
Seit 1994, dem tausendjährigen Bestehen des Dorfes, findet jährlich im August ein dreitägiges Dorffest statt. Die Bewirtung der Festbesucher organisieren die örtlichen Vereine. Zahlreiche Zelte und Stände werden von ihnen hierfür errichtet. Das Fest ist unter anderem für die üppig mit Blumen und Heuballen-Figuren beschmückte Festmeile bekannt. Weitere besondere Attraktionen des Festes ergeben sich durch die romantische Stimmung entlang der Bachanlage, als auch durch die zahlreichen für diesen Anlass vorgenommenen Anpflanzungen von Sonnenblumen an den ortseingängig gelegenen Feldern.
Regelmäßige Programmpunkte des Festes sind u. a.:
- Bauernmarkt
- Markt für Kunsthandwerker und Hobbykunst mit Verkauf
- Gaudi-Seifenkistenrennen
- Kindernachmittag „Kids kreativ“
- Die Ziehung der Preisträger der Tombola
- Zeltdisco, gestaltet durch die Landjugend

Darüber hinaus wird sich jährlich um einen besonderen Höhepunkt bemüht, so fand zum Beispiel 2006 ein Lotus-Super-Seven-Treffen statt. Bei der Präsentationsfahrt nahmen ca. 20 Sportwagen mit Teilnehmern aus ganz Süddeutschland teil. 2007 fanden als besondere Höhepunkte eine Oldtimer-Präsentation und das Jubiläumsseifenkistenrennen, anlässlich des zehnten Gaudi-Seifenkistenrennens, statt.

## Medien
Über das lokale Geschehen in Oberkirch und seinen Ortsteilen, also auch Nußbach, berichtet als Tageszeitung die Acher-Rench-Zeitung der Mittelbadischen Presse. Das Oberkircher Gemeindeblatt Der Rundblick informiert neben den Ereignissen in der Kernstadt auch über Ereignisse in Nußbach und in den anderen Ortsteilen.

## Sehenswürdigkeiten
- Katholische Kirche St. Sebastian: das wertvollste historische Bauwerk in Nußbach. Romanisches Tympanon mit Einfassung aus herzförmigen Blattranken, die dem Tympanon der St.-Martin-Kirche in Pforzheim nahe stehen. Das Tympanon trägt zentral das Lamm flankiert von Blattmaske und Groteske.[2] Der Kirchturm ist gotisch mit neugotischer Turmspitze. Das Langhaus wurde 1827 vom Baumeister Johann Ludwig Weinbrenner im klassizistischen Stil neu errichtet. Im Jahr 1914 wurde ein Fronleichnamsaltar der Gebrüder Moroder[3] eingebracht.

## Bildung
- Krongutschule Nußbach (Grundschule) und Außenstelle der August Ganther Schule
- Kindergarten St. Josef